# Zupaysaurus
 Zupaysaurus  („Teufelsechse“) ist eine Gattung theropoder Dinosaurier aus der Obertrias von Südamerika.
Arcucci und Coria beschrieben 2003 erstmals Fossilien von Zupaysaurus aus der argentinischen Provinz La Rioja. Er wird zu den Coelophysoidea gezählt, Fossile Zeugnisse stammen aus der Obertrias (Norium).
Wie sein Verwandter Dilophosaurus aus dem Unterjura besaß auch er zwei dünne, halbmondförmige Knochenkämme auf dem Schädel. Seine Arme waren jedoch im Verhältnis zu seiner Länge von 4 Metern kürzer als bei Dilophosaurus. Sein Gewicht ist unsicher. Die Schätzungen liegen zwischen 50 und 200 Kilogramm. Seine Höhe lag bei knapp 1,5 Metern. Der Namensteil „Zupay“ stammt aus dem Kichwa.